# ادی کین
ادی کین (انگلیسی: Eddie Kane; ۱۲ اوت ۱۸۸۹ – ۳۰ آوریل ۱۹۶۹) بازیگر اهل ایالات متحده آمریکا بود.
از فیلم‌ها یا برنامه‌های تلویزیونی که وی در آن نقش داشته‌است، می‌توان به بسیار شیک‌پوش، در گرداگرد شهر، چه زندگی شگفت‌انگیزی، کشتی هوایی، آقای دیدز به شهر می‌رود، شب و روز، ده فرمان، جلادان هم می‌میرند، آقای اسمیت به واشینگتن می‌رود، مأموریت به مسکو، مومیایی، کنتاکی، احمق آمریکایی خوش‌تیپ، ملاقات با جان دو، جستجو، گولدی، ممنوع، برادوی بیل، دو دختر و ملوان و گلادیاتور اشاره کرد.